# Corynopuntia parishii
Corynopuntia parishii es una especie fanerógama  perteneciente a la familia Cactaceae. 

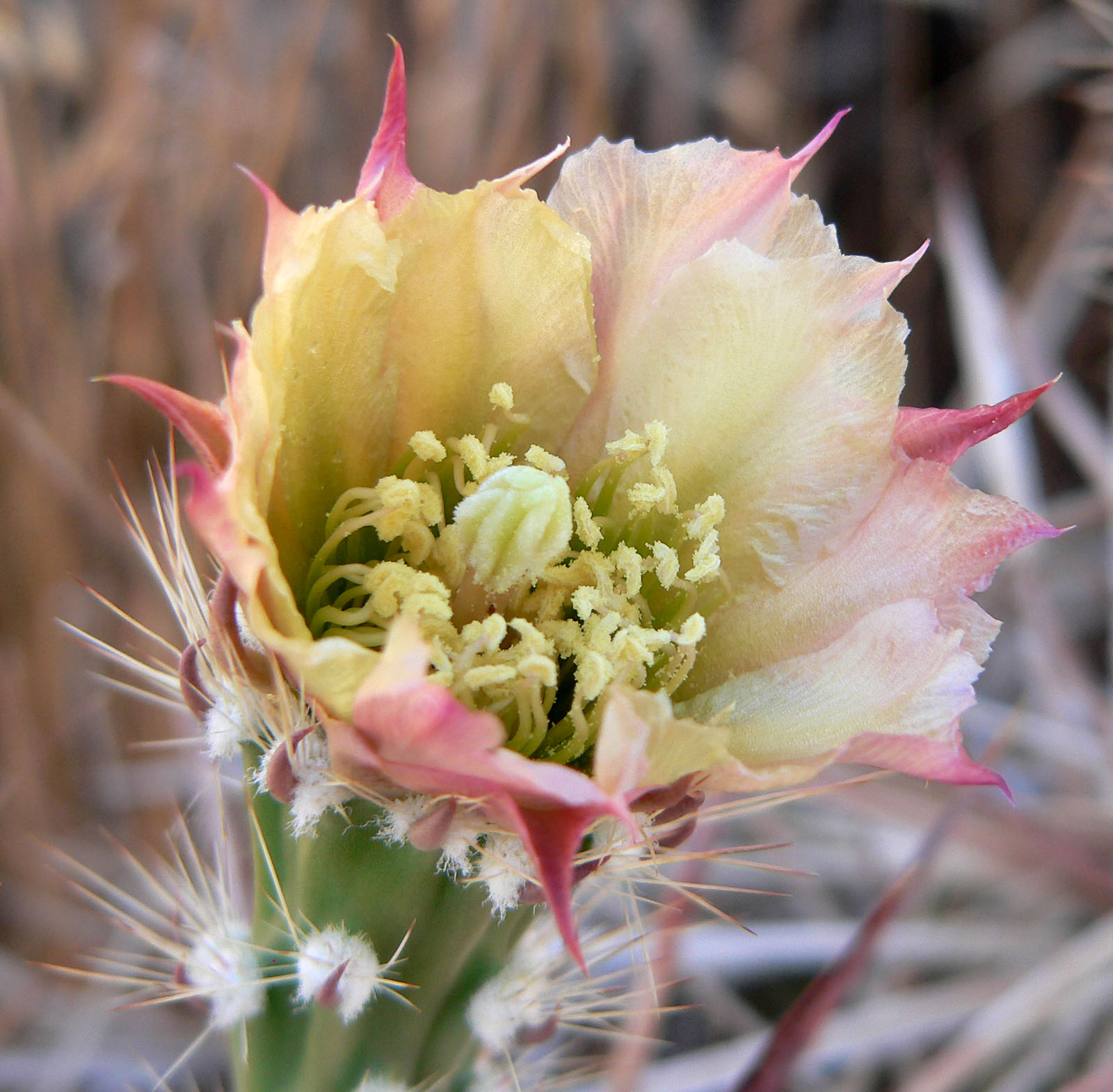
Flor

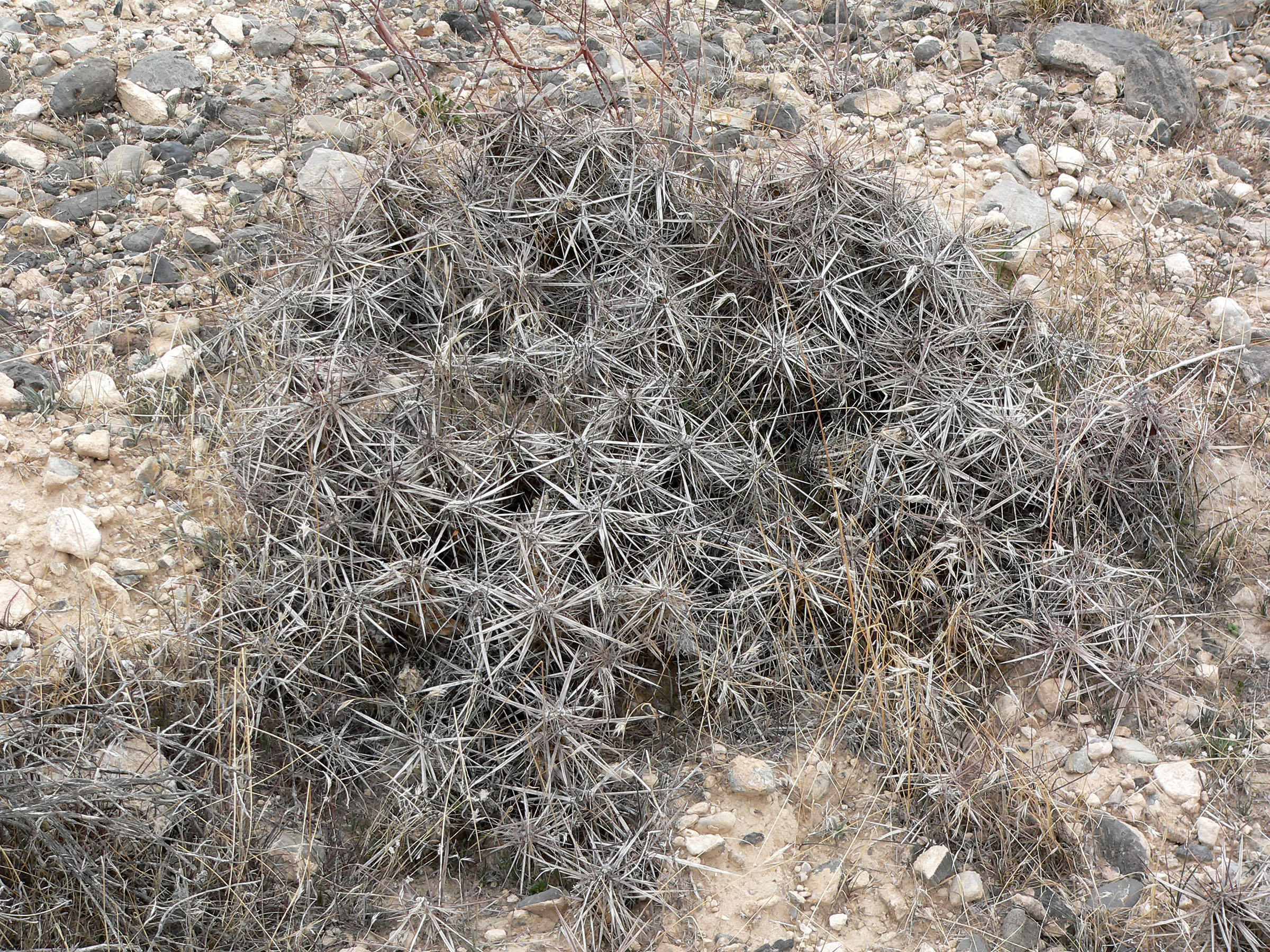
Vista de la planta

## Distribución
Es nativa de Norteamérica en Arizona, Nevada y  California.

## Descripción
Es una planta de bajo crecimiento que está muy ramificada, formando alfombras de 10 a 20 centímetros de altura. Los tallos en forma de maza  son de 5 a 9 centímetros de largo y tiene un diámetro de 2 a 3 centímetros. Las circulares areolas están cubiertas con lana gris y los  gloquidios ocupados de lana blanca y amarilla, que midenn 5-8 milímetros de largo. Los 14 y 22 espinas son de color blanco a marrón y tienen una punta de color amarillento y sólo están en las areolas cerca de las puntas de los brotes o en todas las areolas. Las cinco espinas centrales son de color marrón,  girando ligeramente en redondo, aplanada en su base de 4,2 centímetros de largo. Las 5 a 12 espinas radiales son de color blanco a rosa ligeramente para ocre, dobladas, aplanadas y de 2.5 hasta 4.5 centímetros de largo. Las flores amarillas y brillantes tienen una mediana de color rojizo y alcanzan longitudes de 1,5 a 2,2 centímetros. Los frutos amarillos son carnosos y lleno de gruesos gloquidios amarillos. Miden 3.5 a 5.5 cm de largo y tienen diámetros de 1,5 a 2 centímetros.

## Taxonomía
Corynopuntia parishii fue descrita por (Orcutt) F.M.Knuth y publicado en Kaktus-ABC 115. 1935.
Etimología
Corynopuntia: nombre genérico que deriva de las palabras griegas: coryne, que significa "club, grupo", y se refiere a los segmentos de las ramas en forma de maza.
parishii: epíteto otorgado en honor del botánico Samuel Bonsall Parish. 